# 帕克兄弟十字戲

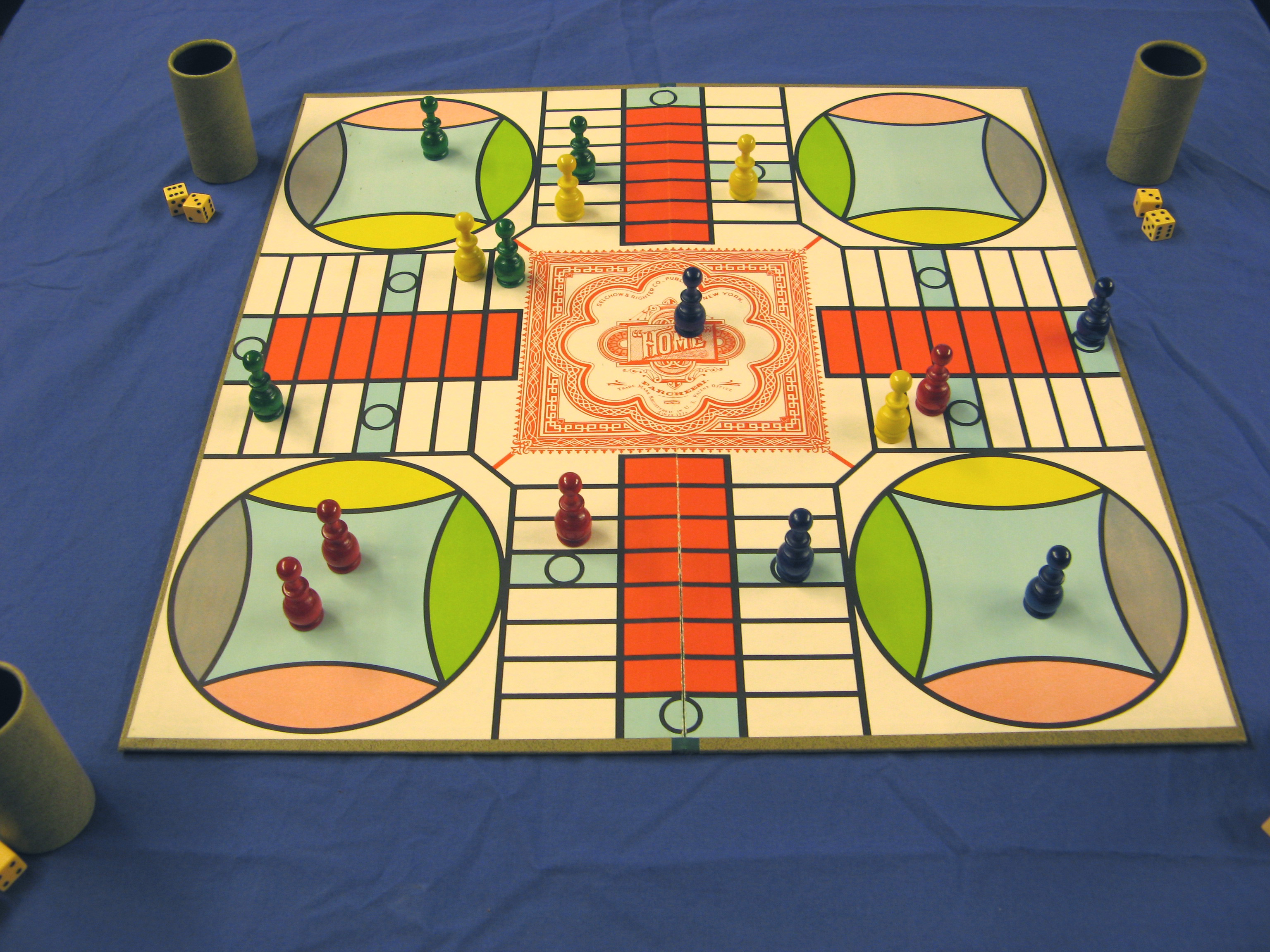
帕克兄弟十字戲

帕克兄弟十字戲（Parcheesi），是美國派克兄弟公司（Parker Brothers）改自印度十字戲的十字戲類遊戲。

## 博具
- 棋盤如十字軸。四方各軸的左、右行由末端開始數的第五格、與中行由末端開始數的第一格畫有標記，稱為安全位，共十二處。一個棋格最多可放兩枚棋子。下軸右行的安全位，為同色棋子起點。每邊角落稱為家。
- 兩枚六面骰。
- 棋子每方四枚，以顏色區分敵我。